# Río Dzhelokái
El río Dzhelokái (en ruso: Джелокай) es un arroyo del Cáucaso septentrional en el raión de Jabez de la república de Karacháyevo-Cherkesia del sur de Rusia. Es un afluente por la izquierda del río Mali Zelenchuk, que desemboca en el río Kubán.

## Curso
El río nace en los montes al oeste de Kosh-Jabl y al este de Frolovski, que separan sus aguas de las del valle del Bolshói Zelenchuk. Su curso discurre por 6,9 km por un valle poco pronunciado en dirección estenordeste hasta la desembocadura en la orilla izquierda del Mali Zelenchuk, frente a Mali Zelenchuk.